# محافظة جانزورجو
جانزورجو(بالفرنسية:Ganzourgou) هي إحدى محافظات بوركينا فاسو الخمس وأربعون، وتقع في منطقة الهضبة الوسطى، عاصمتها زورجو، الواقعة على الطريق بين واغادوغو ونيامي في النيجر.

## التحضر
حسب إحصاءات 2019 فإن عدد السكان الذين يعيشون في الريف كان 447,365 نسمة، وعدد السكان الذين يعيشون في الحضر كان 35,398 نسمة.

## التركيبة السكانية حسب الجنس
حسب إحصاءات 2019، فإن عدد الذكور كان 224,894 نسمة، وعدد الإناث 257,869 نسمة.

## التركيبة السكانية حسب الفئات العمرية
حسب إحصاءات 2019 فإن عدد السكان الذي يتراوح عمرهم بين 0-14 عامًا كان 234,020 نسمة، وعدد السكان الذي يتراوح عمرهم بين 15-64 كان 227,791 نسمة، وعدد السكان الذي عمرهم فوق 65+ عامًا كان 20,952 نسمة.